# 阿根廷蛇頸龜
阿根廷蛇頸龜（學名：Hydromedusa tectifera） 亦稱刻紋漁龜，是漁龜屬下的一種蛇頸龜，常被當作寵物龜來飼養。這種龜可能與枯葉龜有更密切的親緣關係， 發現於阿根廷、烏拉圭、巴拉圭和巴西南部。 關於這種龜的研究並不多。

## 解剖學與形態學

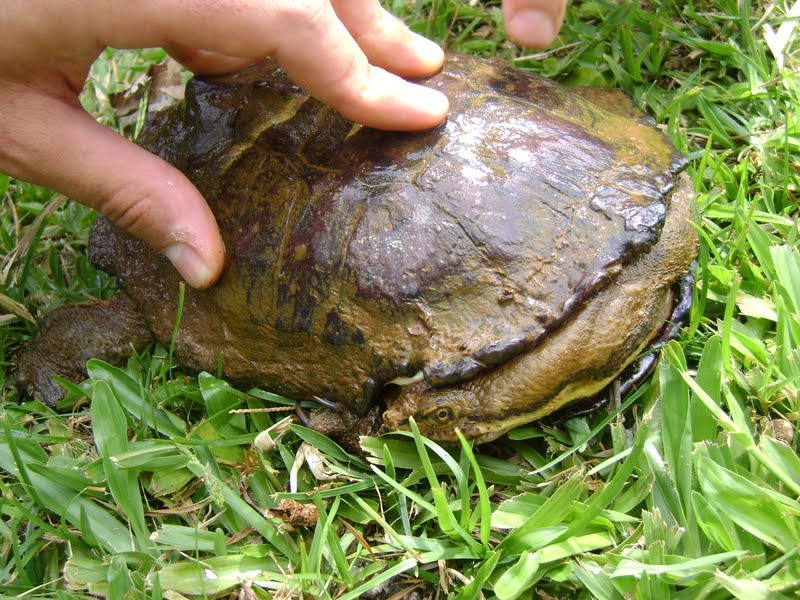
一隻被捕捉到的阿根廷蛇頸龜

這種龜的背殼有強壯的龍骨，頭部附近有黑或黃色斑點。一般雌性個體要大於雄性個體，同時尾巴也更長。

## 習性
阿根廷蛇頸龜生活在水流緩慢的溪流、沼澤及河湖中的水生植物叢中。在沿海地區，他們也可以在鹹水中生活，寒冷地帶的阿根廷蛇頸龜會冬眠。這種龜是肉食動物，食物包括蝸牛、水生昆蟲、魚和兩栖類。
阿根廷蛇頸龜的繁殖季節並沒有被廣泛觀測到，但一般認為他們會在春季的河邊產卵。其卵大約為34x22毫米，白色、易碎。剛孵化出的幼龜大約有34毫米長，背殼相較成年體有更多的皺紋。